# Filomena Dato
Filomena Dato Muruais (Orense, 1856-La Coruña, 27 de febrero de 1926) fue una escritora española que se unió a movimientos de reivindicación de la cultura gallega y de liberación de la estigmatización de la mujer.

## Trayectoria

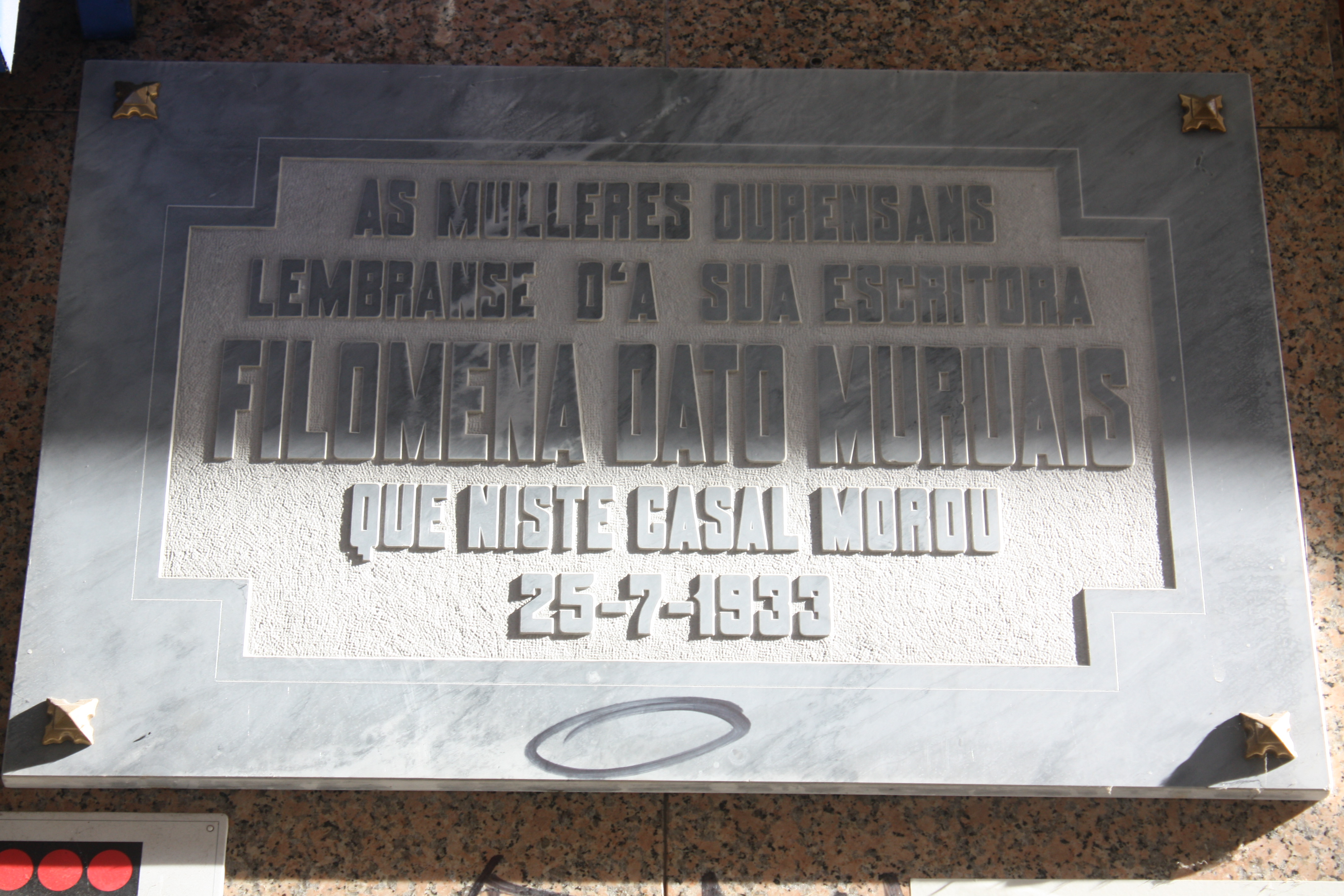
Placa en la casa donde vivió Filomena Dato (Orense)

Poco o casi nada se sabe sobre su vida en un ámbito más personal, más allá de la gran amistad que estableció con sus coetáneas Sofía Casanova y Emilia Pardo Bazán. Excluyendo esto, la mayor parte de sus datos biográficos están relacionados con su labor social y cultural.
Filomena estaba envuelta en composiciones poéticas en periódicos como El Heraldo Gallego, Galicia Recreativa y el Album Literario. A su vez, se conoce que participó en el Rexurdimento, el movimiento literario que revitalizaba la lengua gallega como medio de expresión, siguiendo a Valentín Lamas Carvajal en Barbaña.
Filomena Dato Muruais fue una ferviente feminista, en concordancia con Rosalía de Castro. De hecho, estas dos poetas son las mejores representantes de la lírica feminista del siglo XIX, en un contexto histórico en el que el machismo era la ideología dominante, no solo entre la gente sin formación cultural, sino también entre los intelectuales. Estos aún se hacían preguntas tales como si las mujeres tenían alma, si tenían conciencia y remordimientos, o si eran las portadoras del pecado por herencia de Eva, entre otras, siendo muy frecuentes en los debates sociales y filosóficos. Era una época de adversidades para las mujeres como la propia Filomena Dato, Rosalía de Castro o Cecilia Böhl de Faber (Fernán Caballero), lo que dota de mayor valor su producción literaria.
La reivindicación feminista y defensa de la mujer mencionada está muy presente en Follatos (1891), su único libro en lengua gallega, dedicado a la infanta Isabel de Borbón («la Chata»). Se trata de una recopilación de cuarenta y cinco poemas que tratan de ser una denuncia contra los estereotipos de género, además de incluir una series de escritos sobre religiosidad e intimismo, muy en la línea del Romanticismo típico del siglo XIX.
Siguió dedicando su vida al mundo de la literatura, a pesar de la ceguera que fue adquiriendo, prácticamente hasta su fallecimiento a los setenta años de edad.

## Premios
Filomena Dato fue galardonada en varios certámenes literarios. Obtuvo tres premios en 1887 por su famoso poema Defensa das mulleres, además de en los Juegos Florales de Tui de 1891, que fue una de los cinco poetas premiados.
En 1906, fue nombrada miembro correspondiente de la Real Academia Gallega, junto con otras compañeras como Carmen Beceiro, Emilia Calé y Sofía Casanova.